# Georges Kuzmanovic
Pour les articles homonymes, voir Kuzmanović, Renard (homonymie) et Georges Renard.
Georges Kuzmanovic, né Djordje Kuzmanović le 16 mai 1973 à Belgrade (RFS de Yougoslavie, actuellement en Serbie), est un homme politique français.
Il intègre le Parti de gauche dès sa création en 2009 et est membre de son bureau national.
En 2016, il rejoint La France insoumise et devient conseiller de Jean-Luc Mélenchon sur les questions internationales et de défense durant la campagne présidentielle de 2017.
Invoquant des divergences, il quitte La France insoumise en 2018, puis fonde son propre parti, République souveraine, dont il est le président. Il se déclare candidat à l'élection présidentielle de 2022 mais ne parvient pas à réunir les cinq cents parrainages nécessaires pour s'y présenter.
Pour les élections européennes de 2024, il présente et dirige la liste « Nous le Peuple », qui recueille 0,06% des suffrages exprimés.
Son positionnement pro-Kremlin sur les guerres en Syrie et en Ukraine est sujet à controverse.

## Biographie

### Origines
Georges Kuzmanovic naît sous le nom de Djordje Kuzmanović en 1973 à Belgrade (alors capitale de la république fédérative socialiste de Yougoslavie). Son père est serbe, travaille dans un institut de sciences politiques, et a milité lors du mouvement étudiant de 1968 à Belgrade. Sa mère est originaire de Lorraine. Il arrive en France à l’âge de 7 ans.

### Parcours universitaire
Georges Kuzmanovic passe en 1999 son diplôme d'études approfondies en science politique à l'université Panthéon-Sorbonne avec comme mémoires Le militantisme à Lutte ouvrière et Jeunes diplômés et travail précaire, sous la direction de Michel Offerlé et Christian Baudelot.

### Parcours politique et missions humanitaires
Kuzmanovic milite à Lutte ouvrière durant son adolescence.
À l’âge de 21 ans, il part en mission humanitaire au Rwanda, après le génocide des Tutsi. Il est chargé d'identifier les enfants orphelins et perdus dans des camps de réfugiés. Au Mali, il construit des puits et des dispensaires. Dans l'Hexagone, il gère un lieu d'hébergement pour sans-abris à Paris et fonde avec plusieurs camarades l'ONG « Autremonde », où il rencontre notamment Benoît Hamon et Charlotte Girard. Cette dernière le présente en 2005 au sénateur Jean-Luc Mélenchon, encore membre du Parti socialiste. Lorsque ce dernier, en 2008, quitte son parti pour fonder le Parti de gauche (PG), Kuzmanovic le rejoint dans cette nouvelle organisation politique, dont il monte une section locale en Russie, où il a rejoint sa femme, enseignante à Moscou. Peu de temps après, il regagne la France, intègre le service d'ordre du parti et crée des liens d'amitié avec Jean-Luc Mélenchon.
Au bureau national du PG, il est élu en 2013 secrétaire national chargé des questions internationales et de défense. Il devient porte parole et conseiller de Jean-Luc Mélenchon sur ces thématiques à l'occasion de l'élection présidentielle de 2017. En vue du second tour de cette dernière, qui oppose Emmanuel Macron à Marine Le Pen, il se singularise parmi les cadres de La France insoumise en affirmant ouvertement son intention de voter blanc.
Le 27 février 2017, il avait été investi par La France insoumise pour être son candidat aux élections législatives dans la troisième circonscription du Pas-de-Calais. Le 11 juin, il est éliminé au premier tour de ces dernières en terminant à la quatrième place du scrutin avec 11,29 % des suffrages exprimés.
En septembre 2018, il est au cœur d'une controverse à gauche et au sein de son mouvement lorsqu'il plaide dans Le Nouvel Obs le nécessaire « assèchement des flux migratoires »,. Deux mois plus tard, ces désaccords débouchent sur son exclusion de la liste de La France insoumise pour les élections européennes de 2019. Le parti explique que cette radiation intervient après que Kuzmanovic a « publiquement réitéré des propos considérant comme secondaires les luttes féministes et LGBT, alors qu'elles font partie intégrante » du programme électoral. L'intéressé quitte le mouvement en novembre 2018, et met en cause à la fois « un manque profond de démocratie » dû à « l'extrême concentration du pouvoir aux mains d'un petit groupe [...] aux convictions mollement sociales-démocrates » et une branche militante qu'il qualifie de « communautariste » et « gauchiste »,.
Le 31 janvier 2020, à l'invitation de François Asselineau, il se rend à une soirée célébrant le Brexit en compagnie de deux cents militants de diverses organisations politiques.
Il indique fonder et présider République souveraine en mars 2019. Il se présente sous l'égide de son parti à l'élection présidentielle française de 2022 mais ne parvient à réunir que quarante-neuf parrainages sur les cinq cents requis,.
Georges Kuzmanovic se présente en France aux élections européennes de 2024 sous la liste souverainiste « Nous le Peuple »,, qui recueille 0,06 % des suffrages exprimés. Sa liste fait l'objet de critiques après l'utilisation d'alias et d'images générées par des intelligences artificielles dans les profils des membres de celle-ci. Le candidat justifie ces méthodes peu conventionnelles mais considérées comme légales en précisant vouloir protéger la vie privée des candidats. 

## Prises de position

### Politique internationale

#### Conflits  en Syrie et en Ukraine
Kuzmanovic fait l'objet de controverses pour ses prises de position défendant l'intervention russe en Syrie. Notamment après qu'il a ironisé sur Twitter « sur la crédulité » de certains collègues politiques relayant l'information de la destruction d'un hôpital par un bombardement à Alep, qu'il met en doute en se basant sur une fausse information partagée par Olivier Berruyer, avant de s'excuser dans un billet de blog,,. En 2019, il publie un tweet qui prétend montrer de « violents combats dans le Nord de la Syrie », cependant les images ne montrent pas l'offensive ayant bien eu lieu la veille en Syrie, mais une démonstration d'armes organisée aux États-Unis. Georges Kuzmanovic a considéré que l'armée syrienne de Bachar el-Assad était un « allié de facto » lorsque celle-ci « tapait sur Daesh ou al-Nosra ». Il défend ainsi la légalité de l'intervention de Moscou dans le conflit syrien : « Entre l'illégitimité de soutenir un dictateur (Bachar el-Assad) et la légitimité de combattre un groupe terroriste ennemi, Daesh, on s'attaque d'abord à notre ennemi. »
C politique évoque son influence sur les positions de Jean-Luc Mélenchon concernant la Crimée, l'Ukraine et la Syrie. Georges Kuzmanovic partage certains éléments du narratif russe sur l'Ukraine, comme le fait que le régime de Kiev de 2014 est pro-nazi ou que Boris Nemtsov est détesté en Russie : « Nemtsov c’est le type qui a mis en place des politiques ultra-libérales, les gens le détestent là-bas. Il y a un paquet de gens qui ont sabré le champagne quand il est mort, juste parce que c’est une crapule pour eux, parce qu’il a sabordé le pays. » Il dément toute complaisance envers Vladimir Poutine, en mettant en avant ses propres affinités avec Sergueï Oudaltsov (opposant de Vladimir Poutine et leader du Front de gauche russe) et qualifiant Vladimir Poutine d'« oligarque capitaliste, traditionaliste » faisant valoir que selon lui, en géopolitique « on doit discuter avec tout le monde [y compris] avec les USA, même si c’est Trump ».
En juin 2014, Georges Kuzmanovic organise avec Gueorgui Chepelev, enseignant-chercheur à l'Institut national des langues et civilisations orientales, un rassemblement appelant à la paix en Ukraine, aux côtés de militants du PRCF, du Front de gauche. Des personnalités d'extrême droite et des représentants d'organisations pro-russes s'infiltrent dans l'évènement. Georges Kuzmanovic se justifie de la présence de ces derniers en affirmant avoir tenté de repousser les organisations d'extrême droite, sans succès. Georges Kuzmanovic présente l'annexion de la Crimée par la Russie de Vladimir Poutine comme un acte de « légitime défense face à un putsch fomenté par des néonazis de la place Maïdan et soutenu par Washington ».

#### Union européenne
Accusant l'Union européenne de néolibéralisme et de dérégulation, il défend un retrait de la France de l'Union européenne et de la zone euro par référendum lors de sa campagne pour l'élection présidentielle de 2022,,, puis milite lors des élections européennes de 2024 pour la mutation de l'Union européenne vers une « Europe des nations » au sein de laquelle chaque nation conserverait sa souveraineté, et qui serait exempte de fédéralisme et du principe de primauté. En cas d'échec de cette entreprise, il prône le retrait de la France de l'Union européenne.

### Immigration
Georges Kuzmanovic est critique de la politique migratoire majoritaire à gauche, arguant que ce serait une politique ultralibérale et que la « bonne conscience de gauche » entraverait une réflexion pragmatique sur la question migratoire,. Il estime que « le capital se constitue une armée de réserve » à travers l'immigration et affirme que l'immigration économique « n'a aucun sens » en France et représente « un drame pour les pays d'origine ». Ses positions sur l'immigration lui valent d'être désavoué par Jean-Luc Mélenchon en 2018,.

### Défense
Kuzmanovic propose la sortie de l'OTAN, et défend la conscription,,.

### Politique écologique et énergétique
Il prône un « État fort » et « planificateur » pour organiser une transition écologique. Kuzmanovic promeut une politique de nationalisation de la filière énergétique et le développement de l'utilisation de l'énergie nucléaire.

### Référendum d'initiative citoyenne
Il est favorable à l'instauration d'un référendum d'initiative citoyenne,,.

## Controverses

### Proximité avec la Russie de Vladimir Poutine
En 2016, Sergueï Solomasov, agent de renseignement sous couverture diplomatique, en poste à l'ambassade de Russie en France, propose à Georges Kuzmanovic la somme de 500 000 euros pour aider à financer la campagne électorale de Jean-Luc Mélenchon, dont les propositions plaisent à la Russie. Le politicien assure avoir refusé cette proposition, pour deux raisons : la première est la difficulté à blanchir cette somme d'argent liquide, et la seconde est la volonté d'indépendance du parti,.
En 2016 et 2017, Georges Kuzmanovic fait la liaison entre l'ambassade de Russie et Jean-Luc Mélenchon. Il prépare notamment un projet de voyage à Moscou afin de rencontrer Sergueï Lavrov, ministre des Affaires étrangères russes, mais le projet est finalement abandonné, le risque en matière d'image paraissant trop élevé en période électorale.
Fin 2017, Georges Kuzmanovic est présent à la soirée de lancement de RT France. Entre 2017 et 2019, il est l'homme politique intervenant le plus fréquemment dans le journal de la chaîne, devant François Asselineau.
Cécile Vaissié l'inclut parmi un réseau de personnes qui « défendent le narratif du Kremlin » dans son livre Les Réseaux du Kremlin. Georges Kuzmanovic porte plainte pour diffamation mais la 17e chambre du tribunal correctionnel de Paris relaxe l’universitaire, estimant que le qualificatif « pro-Kremlin » ne portait pas atteinte à l'honneur et à la considération du plaignant. Conspiracy Watch qualifie Georges Kuzmanovic de « pro-Poutine », tandis que pour le Le Journal du dimanche, il est une « cible privilégiée des complotistes » du fait de son « profil atypique d'origine serbe, officier de réserve ».

### Mise à pied d'Ubisoft et suite
En octobre 2021, Georges Kuzmanovic déclare avoir été mis à pied, en vue d'un licenciement, de ses fonctions de manager chez l'entreprise Ubisoft après s'être déclaré candidat à l'élection présidentielle de 2022. Il évoque une entreprise qui « aurait souhaité se débarrasser d'un salarié politisé et candidat à la présidentielle »,. Selon Marianne, l'entreprise de jeux vidéo notifie de son côté une « faute grave » et reproche officiellement à Georges Kuzmanovic la mise en place d'une « ambiance de travail sexiste et dégradante » ainsi que d'avoir tenté de « manipuler » la direction de l'entreprise : une accusation, toujours selon l'article, basée uniquement sur « quelques courriels (sur plusieurs milliers) contenant des gauloiseries, datant pour les plus récentes de 2019, ainsi qu'une nébuleuse dénonciation anonyme ». À la suite de cette mise à pied, Georges Kuzmanovic affirme avoir demandé « un jugement en référé pour exiger une réintégration » et se réserve « la possibilité d'attaquer son employeur aux prud'hommes ».

## Résultats électoraux

### Élections législatives
| Année | Parti | Parti | Circonscription     | 1er tour | 1er tour | 1er tour | 2d tour | 2d tour | 2d tour | Issue |
| Année | Parti | Parti | Circonscription     | Voix     | %        | Rang     | Voix    | %       | Rang    | Issue |
| ----- | ----- | ----- | ------------------- | -------- | -------- | -------- | ------- | ------- | ------- | ----- |
| 2017  |       | LFI   | 3e du Pas-de-Calais | 4 172    | 11,29    | 4e       |         |         |         | Battu |

### Élections européennes de 2024
| Année | Liste | Liste                    | Circonscription | Voix   | %    | Rang | Sièges |
| ----- | ----- | ------------------------ | --------------- | ------ | ---- | ---- | ------ |
| 2024  |       | RS, liste Nous Le Peuple | France          | 13 886 | 0,06 | 21e  | 0 / 81 |

La liste est étiquetée sous la nuance LDIV (Divers), sans référence à la gauche ou à l'extrême gauche ni à la droite souverainiste.

## Publications
- Georges Kuzmanovic (coordination), avec France Paul et Théophile Malo, L'Avenir en commun : une France indépendante au service de la paix, t. 33, coll. « Les livrets de la France insoumise », 20 p. (lire en ligne)
- Georges Kuzmanovic (participation), avec les membres de l'Association des amis de Coralie Delaume, La Souveraineté, l'Europe et le Peuple, Paris, Michalon, 30 avril 2023, 330 p.